# La Cabrera (Guadalajara)
La Cabrera es una pedanía perteneciente al municipio de Sigüenza, en la provincia de Guadalajara, España. Tiene una población fija de 4 habitantes según el censo del INE de 2011. Destacan la iglesia parroquial románica y el molino donde se fabricaba el papel para los billetes en época de Alfonso XIII.

## Historia
Hacia mediados del siglo XIX, el lugar, perteneciente por entonces al municipio de Pelegrina, tenía contabilizada una población de 87 habitantes. La localidad aparece descrita en el quinto volumen del Diccionario geográfico-estadístico-histórico de España y sus posesiones de Ultramar de Pascual Madoz de la siguiente manera:

CABRERA (la): v. correspondiente al distrito municipal de Peregrina (1 1/4 leg.), en la prov. de Guadalajara (10), part. jud., adm. de rent. y dióc. de Sigüenza (1), aud. terr. de Madrid (20), c. g. de Castilla la Nueva: sit. en un hondo rodeado de 4 cerros, y atravesada por el r. Henares que la divide en 2 barrios, cuya comunicacion facilita un puente con 2 arcos de 20 pies de elevacion, goza sin embargo de clima sano: tiene 18 casas; la consistorial muy pobre y desmantelada, habiéndose quemado su archivo en 1812; escuela de instruccion primaria concurrida por 12 niños, bajo la direccion de un maestro á la vez sacristan , que solo percibe por el primer cargo una retribucion de los discípulos, y por el segundo 20 fan. de trigo comun, y una igl parr. (la Asuncion de Ntra. Sra.) servida por un cura y un sacristan; el templo, asi como su torre que tiene 15 varas de elevacion, es sólido y todo él de piedra de canteria; en su interior no ofrece cosa alguna notable, hallándose sin las alhajas precisas y necesarias para el culto, y con pobres y viejos ornamentos: confina el térm. N. Moratilla y Sigüenza; E. Peregrina; S. Torremocha del Campo y Algora, y O. Aragosa, estendiéndose á 1/4 de leg. por el E., y á 1/2 leg. por las demas direcciones; dentro de esta circunferencia se encuentra una fuente de ricas aguas que dulcean al beberse, y brotan en tanta abundancia, que impulsan una muela harinera, proporcionan riego á diferentes huertos cercados de piedra, y un buen abrevadero para toda clase de ganados aumentándose su caudal en el invierno; hay tambien algunas parideras para encerrar los ganados lanares: el terreno es todo áspero y estéril, se compone de cuestas y barranqueras, y las tierras roturadas serán unas 300 fan. de inferior calidad: al S. y O. de la pobl., hay un monte carrascal, en buen estado, debido al rigor que se, observa para las cortas: el Henares [sic] que como queda dicho atraviesa la v., no presta mas utilidades, que la de impulsar una fáb. de papel, y 2 molinos harineros, el uno llamado Torrumbilla, sit. al S. de la pobl., para el cual se toman las aguas por una alcantarilla. caminos: los de pueblo á pueblo, todos de herradura y en mediano estado. correo se recibe y despacha los sábados en la adm. de Sigüenza, por un propio. prod.: trigo, cebada, avena, y diferentes hortalizas en los huertos; cria ganado lanar, vacuno y mular; caza de perdices, liebres y pocos conejos, y en el Henares [sic] pesca de truchas y cangrejos. ind.: la agrícola y los espresados molinos harineros y fáb. de papel. pobl.: 26 vec., 87 alm. cap. prod.: 558,334 rs. imp.: 31,500. contr. 2,029.
(Madoz, 1846, p. 58)

## Demografía
| Gráfica de evolución demográfica de La Cabrera entre 1842 y 1842 |
| |
| Población de derecho según los censos de población del INE Población de hecho según los censos de población del INEEntre el censo de 1860 y el anterior, este municipio desaparece porque se integra en el municipio Pelegrina |